# Trullus egregius
Trullus egregius är en insektsart som beskrevs av Andrej Vasiljevitj Gorochov 2001. Trullus egregius ingår i släktet Trullus och familjen syrsor. Inga underarter finns listade i Catalogue of Life.